# Korfball ai Giochi mondiali 2025
Le competizioni di korfball ai Giochi mondiali 2025 si sono svolte dal 7 al 17 agosto 2025 al Longquan High School Gymnasium (per l'indoor) e alla Xinglong Lake Arena (per il beach korfball) di Chengdu, in Cina.

## Podi
| Specialità        | Oro           | Argento | Bronzo        |
| Indoor (dettagli) | Paesi Bassi   | Belgio  | Taipei cinese |
| Beach (dettagli)  | Taipei cinese | Cina    | Belgio        |

## Medagliere
| Posiz. | Nazione       | Oro | Argento | Bronzo | Totale |
| ------ | ------------- | --- | ------- | ------ | ------ |
| 1      | Taipei cinese | 1   | 0       | 1      | 2      |
| 2      | Paesi Bassi   | 1   | 0       | 0      | 1      |
| 3      | Belgio        | 0   | 1       | 1      | 2      |
| 4      | Cina          | 0   | 1       | 0      | 1      |
| Totale | Totale        | 2   | 2       | 2      | 6      |